# بيب (تطبيق هاتف)
تطبيق بيب (بالتركية: BİP)‏ هو تطبيق مراسلة فورية تم تطويره بواسطة شركة تركسيل لمستخدمي آي أو إس وأندرويد. يمكن تنزيله مجانًا من آب ستور وجوجل بلاي وآب جالري.
عبر الممارسة والتجربة ظهر أنه يحتوي على ميزات مثل الرسائل المفقودة وإنشاء الايموجي والتواصل مع الجميع والمراسلة الجماعية ومشاركة الموقع والألعاب وتحويل الأموال.
باستخدام التطبيق يمكن للمستخدمين إرسال رسائل مجانية وصور ومقاطع فيديو وتسجيلات صوتية. مع ميزة الرسائل المشفرة، أثناء قيام المستخدمين بالمراسلة، يمكنهم جعل رسائلهم تختفي من شاشة الدردشة بعد الوقت المحدد. مع القدرة على التواصل مع الجميع، يمكن لمستخدمي التطبيق إرسال رسائل SMS لمن لا يستخدم التطبيق من داخل التطبيق. باستخدام ميزة إنشاء الغطاء، ويمكن للمستخدمين إنشاء أعمالهم الخاصة ومشاركتها باستخدام الصور الموجودة أو التقاط صور جديدة. يتم تضمين الملصقات التي صممها Yiğit Özgür يجيت أوزغور) فقط من أجل بيب والملصقات ذات الطراز التركي في التطبيق.

## الشهرة
في نهاية عام 2020 أعلنت شركة واتساب المملوكة لشركة فيسبوك أنها ستضيف تغييرات على سياسة الخصوصية الخاصة بها اعتباراً من 8 فبراير/شباط القادم، مما يجعلها إلزامية للمستخدمين في جميع البلدان خارج أوروبا لمشاركة بياناتهم مع الشركة الأم «فيسبوك» وبعض الشركات التابعة لها. مما جعل رجل الأعمال الشهير ايلون ماسك ينصح باستخدام تطبيق سيجنال، مما جعل بقية التطبيقات المشابهة بالظهور إعلامياً ومنها تطبيق بيب.

## الخصوصية
عند قراءة شروط الخصوصية الخاصة بالتطبيق التركي نجد أنه يجمع الكثير من المعلومات الخاصة بالمستخدمين، ومع أنه يذكر أنه لغايات تسهيل تقديم الخدمات، إلا أنه يذكر أيضا أنه يشارك هذه المعلومات مع «مزودي الخدمات الآخرين وشركائهم»، ويذكر بشكل واضح أنها تستخدم لغايات «التسويق المباشر وغير المباشر». وعليه فإن قائمة المعلومات التي يجمعها بيب أكبر من واتساب، حيث تحتوي على البيانات المنسوخة احتياطياً، وهي الصور والفيديوهات التي يمكن أن تخزنها احتياطاً على النظام.

### البيانات التي يجمعها التطبيق
حسب سياسة الخصوصية المنشورة على موقعه، هذه الكمية من المعلومات:
- تفاصيل الهوية والاتصال:
- معلومات الاستخدام
- معلومات التخصيص واستطلاعات الرأي
- بيانات الموقع
- بيانات الجهاز
- معلومات الاستخدام
- لا يجمع بيب أي بيانات تتعلق بمحتوى اتصالاتك التي تتم عبر التطبيق.
- بيانات النسخ الاحتياطي:
- بيانات دفتر العناوين:

## أسعار الإستخدام

### مشتركي تركسل
- إرسال الرسائل والصور ومقاطع الفيديو والتسجيلات الصوتية لا تخصم من حصصها. ومع ذلك، يتم تحصيل رسوم الأسهم الأخرى من حزم الإنترنت، إن وجدت، أو حسب أسعار الإنترنت العادية عبر الهاتف المحمول.[بحاجة لمصدر]
- يمكن شراء تطبيق BiP بحزم إنترنت مقيدة السرعة. عند انتهاء حزمة الإنترنت المقيدة السرعة المستلمة مع BiP ، يتم تقليل سرعة استخدام BiP إلى 96 كيلو بت في الثانية مع سرعة الوصول إلى الإنترنت.

يتم تحصيل رسوم استخدام تطبيق بيب لمشتركيه المشغلين الآخرين من حزم الإنترنت الخاصة بهم، إن لم يكن كذلك، أو عبر تعرفة الإنترنت عبر الهاتف المحمول العادية

## عدد المستخدمين
عدد مستخدمي التطبيق في العالم 53 مليون مستخدم حتى نهاية عام 2021.